# Яручик Віктор Павлович
Віктор Павлович Яручик (нар. 21 серпня 1979, м. Рожище, Волинська область) — письменник, перекладач, журналіст, викладач Волинського національного університету імені Лесі Українки, завідувач кафедри української літератури факультету філології та журналістики. Кандидат філологічних наук, доцент. Член Національної спілки журналістів України, член Національної спілки письменників України. Лауреат Нагороди Івана Виговського.

## Біографія
Зі золотою медаллю закінчив середню школу № 4 м. Рожище (1996). Вищу освіту здобув у Волинському державному університеті імені Лесі Українки на факультеті україністики (2001). Здобуті дипломи: диплом бакалавра з відзнакою (2000), диплом спеціаліста, кваліфікація — вчитель-викладач української мови та літератури (2001).
Упродовж 2001—2006 рр. навчання в аспірантурі в Європейському колегіумі польських та українських університетів (м. Люблін, Республіка Польща). Пройшов курси підвищення кваліфікації та вивчення польської мови в Люблінському університеті Марії Кюрі-Склодовської, Варшавському університеті, Яґеллонському університеті (Краків, Польща), Університеті Адама Міцкевича (Познань, Польща).
Захистив дисертацію «Українська поезія, творена у Польщі, після Другої світової війни», здобув ступінь доктора гуманітарних наук (доктора філософії) в Люблінському університеті Марії Кюрі-Склодовської (Республіка Польща) (2006).
З 2009 року є кандидатом філологічних наук зі спеціальності  «Українська література». А у 2012 році здобув вчене звання доцента кафедри української літератури.
Випускник стипендійної програми Лейна Кіркланда (в галузі журналістики, 2005—2006 роках) в рамках програми Фулбрайта.
Впродовж 2006—2007 років — випускник стипендійної програми Міністерства національної освіти Польщі («Стипендія для молодих науковців»).
2016 року стипендіат програми «Artes Liberales» Варшавського університету. Стажування пройшло в Інституті слов'янської філології Люблінського університету Марії Кюрі-Склодовської (Республіка Польща).
2019—2020 пройшов стажування та читав лекції в Університеті Адама Міцкевича (м. Люблін, Польща), отримав можливість стажування в Вармінсько-Мазурському університеті (м. Ольштин, Польща).

## Кар'єра
Кореспондент університетської газети «Альма матер» (1998—1999 рр.); співзасновник і редактор студентської газети «Світ слова» (1999, Луцьк); кореспондент, завідувач відділу спорту в газеті «Вісник і К» (м. Луцьк), 1999—2001 роки; відповідальний за випуск газети «Ринок. Реклама. Програма» (тижневик, що належав корпорації «Вісник і К»), 2000—2001 роки; був власним кореспондентом газети «Вісник і К» у Польщі; у 2005—2006 роки — журналіст і редактор польського журналу «Truck Auto Komis» (на польськомовному ринку), а також «Євротранзит» (російськомовний медіаринок); 2007—2008 роки — головний редактор газети «Сучасність» (видання Луцького гуманітарного університету, Україна).
З 2006 року викладач кафедри української літератури, раніше Східноєвропейського національного університету імені Лесі Українки, нині — Волинського національного університету імені Лесі Українки (спочатку на посаді старшого викладача, а згодом доцента). З 2020 року — завідувач кафедри української
2006—2011 рр. — доцент кафедри журналістики Луцького гуманітарного університету (на засадах сумісництва).
Заступник редактора альманаху «Нова проза» (на громадських засадах, з 2006 року). Член редакційної колегії журналу «Ukraiński Zaułek Literacki / Український літературний провулок» (Люблін, Польща, на громадських засадах).
2007—2008 роки — помічник директора ТзОВ «Вопак-Трейд».
2010—2011 роки — літературний редактор, кореспондент, член редакційної ради польсько-української газети «Monitor Wołyński [Архівовано 22 листопада 2021 у Wayback Machine.] / Волинський монітор»
З 2010 р. — журналіст, член редакційної ради газети «Monitor Wołyński / Волинський монітор».
2013—2014 роки виконувач обов'язків головного редактора Інформаційного агентства «Волинські новини».
Автор статей україномовних та польськомовних газет, часописів («Над Бугом і Нарвою», «Наше слово», «Євротранзит», «Monitor Wołyński»).

## Нагороди та членство в організаціях
Нагрудний знак НСЖУ.
Лауреат премії Івана Виговського (м. Варшава, Польща) (2019)
Із 200 року — член Національної спілки журналістів України.
З 2010 року член Товариства польської культури на Волині імені Еви Фелінської, де викладає польську мову для дітей та дорослих. З 2019 року — член правління товариства (на громадських засадах). Із 2021 року — член Національної спілки письменників України (Волинська організація)Волинська обласна організація НСПУ.

## Монографії
- Технології журналістики: інноваційний аспект. Монографія (2009, у співавторстві з А.Нісімчуком).
- Українська література в Польщі. Монографія (2009)[10]
- Україномовна поезії, творена в Польщі після Другої світової війни. Монографія (2010)[11][12]
- Наближені до України: Антологія сучасної української літератури, твореної у Польщі (2012)[13]
- Розмова з літератором: Сучасна українська художня творчість в іменах (2015)[14]

## Наукові публікації останніх років

##### Автор понад 70 науковий розвідок, в тому числі монографії та збірники[15][16].
- Яручик В. Зародження літературно-культурного життя українських автохтонів Польщі в післявоєнний період // Волинь філологічна: текст і контекст. Українська література як художній феномен: зб. наук. пр. / упоряд. В. Г. Сірук. — Луцьк: Вежа-Друк, 2015. — Вип. 19. — С. 317—325.
- Яручик В. Літературна критика і національне питання (до літературних дискусій навколо україномовної творчості в Польщі після 1956 року) // Український літературний провулок. Люблін, 2016. — Т. 16. — С. 245—255.
- Яручик В. Національна презентація лемківської поезії // Науковий вісник Східноєвропейського національного університету імені Лесі Українки. — Серія: Філологічні науки. — Луцьк. — 2016. — № 1 (326). — С. 348—354.
- Яручик В. Відтворення творчості Лесі Українки в поезії та публіцистиці Остапа Лапського // Волинь філологічна: текст і контекст. — Луцьк, 2016. — Випуск 22. — С. 514—525.
- Яручик В. У пошуках власної ідентичності: Іван Киризюк // Беларуска-ўкраінскі альманах Таварыства ўкраінскай літаратуры пры Саюзе беларускіх пісьменнікаў «Справа». — Мінск: Белпрынт, Смэлтрак (Білоусь), 2016.— Випуск 3. — С. 154—159.
- Яручик В. Нью-Йоркська група з погляду міфопоетики // Слово і час. — 2017. — № 10. — С. 112—115.[17]
- Яручик В. Українська поезія Польщі в період «Хрущовської відлиги» // Studia Ukainica Varsoviensia. Варшава (Польща): Wydawnictwo Uniwersytetu Warszawskiego. 2017. — № 5. — С. 173—185. — (ISSN 2299-7237). — 363 s.
- Яручик В. Історичні витоки прози Йосипа Струцюка // Сучасна наука та освіта Волині: зб. матеріалів науково-практичної конференції 22 листопада 2018 р. / упоряд. Б. Є. Жулковський. — Луцьк, Володимир-Волинський: Волиньполіграф, 2018. — Вип. 12. — С. 59—62.
- Яручик В. Специфіка вживання образу малої батьківщини у творчості українських письменників Підляшшя // Сучасні мово- та літературознавчі методології та нові прочитання художнього тексту: Антологія. РВВ «Вежа» Східноєвроп. нац. ун-ту ім. Лесі Українки, 2018. — C. 442—447.
- Яручик В. Українська літературна дискусія ІІ пол. ХХ ст. // Український літературний провулок. Люблін, 2018. Т.18. C.168-178.
- Яручик В. Експресивні тенденції в літературному процесі українців із Холмщини / Україна та Польща: минуле, сьогодення, перспективи. Науковий збірник. Т. 9. Луцьк: Видавництво Вежа-Друк, 2019, 103 с. С. 35-40.
- Яручик В. Лугини як антропологічна присутність на рідній Холмщині // Український літературний провулок. 2019. Т.19. С.107-113.
- Яручик В. Поняття Батьківщини у творчому дискурсі Івана Киризюка. Декілька штрихів до 70-річчя видатного підляського поета // Український літературний провулок. 2019. Т.19. С.63-69.
- Яручик В. Пейзаж-гіпотипозис у повісті «Chata za wsią» Ю. І. Крашевського / Scripta manent: молодіжний науковий вісник факультету філології та журналістики : зб. наук. пр. ; Вип. 6 / уклад. Л. Б. Лавринович. Луцьк :  СНУ імені Лесі Українки, 2019. 137 с. С. 78-81 (у співавторстві з І. Кошулинська).
- Яручик В. Рецепція на навчальний посібник «Польська мова»: навчальний посібник для студентів вищих навчальних закладів = Język polski: podręcznik dla studentów szkół wyższych» /С.В. Сухарєва, О.Б. Яручик, Н.М. Цьолик. Луцьк: Видавництво Вежа-Друк, 436 с. / Україна та Польща: минуле, сьогодення, перспективи. Науковий збірник. Т. 9. Луцьк: Видавництво Вежа-Друк, 2019, 103 с. С. 49-51.
- Яручик В. Специфіка сучасної україномовної поезії в Польщі / Волинь філологічна: Текст і контекст. Полоністичні студії Науковий збірник. Випуск 27. Луцьк: Видавництво Вежа-Друк, 2019. С. 203-211.
- Яручик В. Специфіка художнього часу в романі «Малий апокаліпсис» Тадеуша Конвіцького / Україна та Польща: минуле, сьогодення, перспективи. Науковий збірник. Т. 9. Луцьк: Видавництво Вежа-Друк, 2019, 103 с. С. 40-42 (у співавтрстві з Є. Сухорукою).
- Яручик В. До проблеми художнього тексту на заняттях з польської мови: Еволюція лірики Яна Лехоня // Збірник наукових праць ΛΌГОΣ. 2020. С. 126-131. (У співавторстві з О. Яручик).
- Яручик В. Становлення і розвиток української літератури, твореної українськими літераторами Польщі у ХХ ст. // Український літературний провулок. 2020. Т.20. C.235-242.
- Яручик В. Українська література в Польщі: Зародження, проблематика, новаторство / Дивослово. 2020. № 7-8. С. 60-65.
- W. Jaruczyk. «Literatura ukraińska Na Podlasiu: Od Gwary Do języka Literackiego». Лінгвостилістичні студії, вип. 12, Лютий 2020, с. 83-96, doi:10.29038/2413-0923-2020-12-83-96. (у співавторстві з Т. Karabowicz).[18]

## Художні твори
- Автор численних прозових та поетичних текстів, перекладів з польської мови. Художні тексти друкувалися в часописах: Нова проза, Український літературний провулок (Ukraiński Zaułek Literacki), Дніпро, альманах Волинської обласної організації НСПУ «Світязь», PortFolio, Wytrych, Позапростір, Літературний альманах, Слово і час[19].
- Переклад з польської мови на українську роману польського письменника Марека Вавжинського "Ulisses/Улісс" (2016)[20]

## Покликання
1. ↑  Яручик Віктор Павлович — wiki.vnu.edu.ua. wiki.vnu.edu.ua (укр.). Архів оригіналу за 14 листопада 2021. Процитовано 14 листопада 2021.
2. ↑  Автори ПВД "Твердиня": Віктор Павлович ЯРУЧИК - Досьє - Досьє - Каталог статей - Поліграфічно-видавничий дім «Твердиня». tverdyna.ucoz.ua. Архів оригіналу за 15 листопада 2021. Процитовано 15 листопада 2021.
3. ↑  Віктор Яручик. Волинські новини. Архів оригіналу за 15 листопада 2021. Процитовано 15 листопада 2021.
4. ↑  Золотий фонд школи - Рожищенський ліцей № 4 Рожищенської міської ради Луцького району Волинської області. www.rozhysche-nvk4.edukit.volyn.ua. Процитовано 15 листопада 2021.
5. ↑  Рожищенські школярі подорожували Королівством Української Писемності. rozhyshche.rayon.in.ua (укр.). Архів оригіналу за 29 листопада 2021. Процитовано 29 листопада 2021.
6. ↑  Яручик Віктор Павлович | Волинський національний університет імені Лесі Українки. vnu.edu.ua (укр.). Архів оригіналу за 14 листопада 2021. Процитовано 15 листопада 2021.
7. ↑  Szukaj. monitor-press.com. Архів оригіналу за 22 листопада 2021. Процитовано 22 листопада 2021.
8. ↑  Яручик Віктор Павлович — wiki.vnu.edu.ua. wiki.vnu.edu.ua (укр.). Архів оригіналу за 14 листопада 2021. Процитовано 22 листопада 2021.
9. ↑  Премія ім. Івана Виговського. wuuuc.sumdu.edu.ua. Архів оригіналу за 14 листопада 2021. Процитовано 14 листопада 2021.
10. ↑  Книга «Українська література в Польщі». Інтернет-магазин книг Наш Формат (укр.). Архів оригіналу за 14 листопада 2021. Процитовано 14 листопада 2021.
11. ↑  Jaručyk, Viktor P.; Яручик, Віктор Павлович (2010). УКРАЇНСЬКА ПОЕЗІЯ, ТВОРЕНА В ПОЛЬЩІ ПІСЛЯ ДРУГОЇ СВІТОВОЇ ВІЙНИ: Монографія (укр.). Редакційно-видавничий відділ Волинського національного університету імені Лесі Українки. ISBN 978-966-600-477-5. Архів оригіналу за 14 листопада 2021. Процитовано 14 листопада 2021.
12. ↑  Про дві вітчизни серця, але про одну любов. bukvoid.com.ua. Архів оригіналу за 15 листопада 2021. Процитовано 15 листопада 2021.
13. ↑  Яручик Віктор. vsiknygy.com.ua. Архів оригіналу за 15 листопада 2021. Процитовано 15 листопада 2021.
14. ↑  Розмова з літератором : Сучасна українська художня творчість в іменах. Віктор Яручик. Читомо (укр.). 7 серпня 2015. Архів оригіналу за 14 листопада 2021. Процитовано 14 листопада 2021.
15. ↑  Каталоги - НБУВ Національна бібліотека України імені В. І. Вернадського. 194.44.11.130. Процитовано 14 листопада 2021.
16. ↑  Віктор Яручик / Viktor Iaruchyk. scholar.google.com.ua. Архів оригіналу за 14 листопада 2021. Процитовано 14 листопада 2021.
17. ↑  Яручик, В. (2017). Нью-Йоркська група з погляду міфопоетики (Тадей Карабович. Міфопоетика Нью-Йоркської групи. Монографія / відп. ред. Р. Радишевський. — Київ: Талком, 2017. — 461 с.). Слово і час. № 10. с. 112—114. ISSN 0236-1477. Архів оригіналу за 18 листопада 2021. Процитовано 18 листопада 2021.
18. ↑  ORCID. orcid.org. Архів оригіналу за 14 листопада 2021. Процитовано 15 листопада 2021.
19. ↑  Бібліотека Ніжинського державного університету імені Миколи Гоголя. lib.ndu.edu.ua. Архів оригіналу за 16 листопада 2021. Процитовано 15 листопада 2021.
20. ↑  Про презентацію книги-білінгви Марека Вавжинського «ULISSES/УЛІСС» - Новини з новин - Новини з новин - Каталог статей - Поліграфічно-видавничий дім «Твердиня». tverdyna.ucoz.ua. Архів оригіналу за 14 листопада 2021. Процитовано 14 листопада 2021.